# I'm His, He's Mine
"I'm His, He's Mine" é uma canção da cantora americana Katy Perry com participação da rapper americana Doechii, do sétimo álbum de estúdio de Perry, 143 (2024). Foi lançada como o terceiro single através da Capitol Records, acompanhada de um videoclipe em 13 de setembro de 2024, e enviada para as rádios de sucessos contemporâneos em 1º de outubro de 2024 e para a rádio italiana em 8 de outubro de 2024. A música dance-pop e hip hop foi criada a partir de um sample do clássico dance "Gypsy Woman" (1991) da cantora americana Crystal Waters. Recebeu críticas mistas dos críticos musicais pelo uso do sample, além de críticas às letras simplistas.

## Lançamento e promoção
Em 10 de julho de 2024, logo após o lançamento do single anterior "Woman's World", Perry divulgou "I'm His, He's Mine" em uma transmissão ao vivo nas redes sociais, junto com outras músicas do álbum 143. Perry anunciou posteriormente a data de lançamento da música nas redes sociais em 10 de setembro de 2024. A canção foi lançada em 13 de setembro de 2024.
Perry e Doechii apresentaram a música pela primeira vez no MTV Video Music Awards de 2024 como parte da performance medley de Perry para o Video Vanguard Award em 11 de setembro de 2024. Perry depois apresentou a música solo no Rock in Rio em 20 de setembro de 2024. Em 8 de dezembro de 2024, ela apresentou a música no Jingle Bell Ball de 2024.

## Composição
Perry co-escreveu "I'm His, He's Mine" com a artista convidada Doechii, além de LunchMoney Lewis, Ferras, Ryan Ogren, Theron Thomas e os produtores Dr. Luke e Rocco Valdes. A música contém samples de "Gypsy Woman", escrita por Neal Conway e Crystal Waters. A canção mistura o som dance-pop característico de Perry com o estilo de rap afiado e ousado de Doechii.

## Recepção da crítica
Chris DeVille da Stereogum descreveu a música como "perfeitamente competente", mas também com uma "energia forçada" e "envenenada", apontando que a artista convidada Doechii "não consegue salvá-la". Escrevendo para a Slant Magazine, Tom Williams descreveu a canção como "arrastada", mas elogiou Doechii por oferecer uma performance "genuinamente carismática e dinâmica". Cynthia Pankhurst da Exclaim! Magazine criticou a letra da música por ter "tanta substância quanto o discurso de um bebê" e desaprovou o uso do sample de "Gypsy Woman", afirmando que "Crystal Waters não merece isso". No entanto, elogiou a participação de Doechii como um "fator redentor" e suas rimas como "inteligentes".
Em análises mais positivas, Alexa Camp da Slant Magazine descreveu a música como "um sucesso discreto" e "mais alinhada às tendências" do que os singles anteriores "Lifetimes" e "Woman's World". Avery Heeringa da Melodic Magazine destacou a música como um dos "melhores momentos" de 143, apesar de depender dos repetitivos "la da dee’s" para sua atratividade.

## Videoclipe
O videoclipe foi dirigido por Torso e lançado logo após a música, em 13 de setembro. O vídeo começa com Perry saltando de paraquedas com seu parceiro, antes de transitar para as ruas de Barcelona, onde dança sobre o capô de um Corvette cromado em movimento. Grande parte do videoclipe foi filmada na Universidade Autônoma de Barcelona, em Cerdanyola del Vallès. Doechii aparece pendurada em um drone voador antes de pousar nos ombros de seu parceiro.

## Posição nas paradas musicais
| Paradas (2024)                                  | Melhor posição |
| ----------------------------------------------- | -------------- |
| Argentina (Monitor Latino)                      | 16             |
| Costa Rica (Monitor Latino)                     | 15             |
| Itália (EarOne)                                 | 47             |
| Japão (Billboard Japan)                         | 15             |
| Nova Zelândia (RMNZ)                            | 8              |
| Reino Unido (OCC)                               | 47             |
| Estados Unidos (Bubbling Under Hot 100 Singles) | 24             |
| Estados Unidos (Billboard Pop Airplay)          | 35             |